# Cantonul Saint-Pierre-4
Cantonul Saint-Pierre-4 este un canton din arondismentul Saint-Pierre, Réunion, Franța.